# Lucas Bijker
Lucas Bijker (São Paulo, 4 maart 1993) is een Nederlands voetballer die bij voorkeur als verdediger speelt. 

## Carrière
Bijker begon in de jeugd van FVC en SC Cambuur Leeuwarden. Na enkele malen bij de selectie gezeten te hebben, mocht hij op 4 november 2011 zijn debuut maken in het betaalde voetbal. Uiteindelijk speelde hij vier wedstrijden in het seizoen 2011/12. Het jaar erna mocht hij de concurrentie aangaan voor de linksachterpositie. In het begin van het seizoen mocht Bijker enkele wedstrijden als basisspeler zijn opwachting maken. In het seizoen 2012/13 werd hij in de loop van het seizoen de vaste linksback bij SC Cambuur. Met deze club werd hij in datzelfde seizoen kampioen van de Eerste divisie.
Bijker tekende in juni 2015 een contract tot medio 2017 bij sc Heerenveen, dat hem transfervrij overnam van Cambuur. In zijn verbintenis werd een optie voor nog een seizoen opgenomen. Hij debuteerde hier op 11 augustus 2015, in een gewonnen thuiswedstrijd tegen De Graafschap (3-1).
Hij tekende in augustus 2017 een contract tot medio 2020 bij Cádiz CF. Dat lijfde hem transfervrij in na het verlopen van zijn verbintenis bij sc Heerenveen. Op 15 juni 2018 tekende hij een contract voor drie jaar bij KV Mechelen, met één jaar als optie. Vanaf september 2023 speelde hij voor het Cypriotische Ethnikos Achna.

## Carrièrestatistieken[2]
| Seizoen         | Club            | Competitie       | Competitie | Competitie | Beker | Beker | Internationaal | Internationaal | Overig | Overig | Totaal | Totaal |  |
| Seizoen         | Club            | Competitie       | Wed.       | Dlp.       | Wed.  | Dlp.  | Wed.           | Dlp.           | Wed.   | Dlp.   | Wed.   | Dlp.   |  |
| --------------- | --------------- | ---------------- | ---------- | ---------- | ----- | ----- | -------------- | -------------- | ------ | ------ | ------ | ------ |  |
| 2011/12         | SC Cambuur      | Eerste divisie   | 4          | 0          | 0     | 0     | 0              | 0              | 0      | 0      | 4      | 0      |  |
| 2012/13         | SC Cambuur      | Eerste divisie   | 22         | 0          | 1     | 0     | 0              | 0              | 0      | 0      | 23     | 0      |  |
| 2013/14         | SC Cambuur      | Eredivisie       | 29         | 0          | 2     | 0     | 0              | 0              | 0      | 0      | 31     | 0      |  |
| 2014/15         | SC Cambuur      | Eredivisie       | 30         | 1          | 4     | 0     | 0              | 0              | 0      | 0      | 34     | 1      |  |
| 2015/16         | sc Heerenveen   | Eredivisie       | 28         | 0          | 3     | 0     | 0              | 0              | 0      | 0      | 31     | 0      |  |
| 2016/17         | sc Heerenveen   | Eredivisie       | 33         | 0          | 3     | 0     | 0              | 0              | 2      | 0      | 38     | 0      |  |
| 2017/18         | Cádiz CF        | Segunda División | 16         | 0          | 3     | 0     | 0              | 0              | 0      | 0      | 19     | 0      |  |
| 2018/19         | KV Mechelen     | Eerste klasse B  | 21         | 0          | 6     | 0     | 0              | 0              | 0      | 0      | 27     | 0      |  |
| 2019/20         | KV Mechelen     | Eerste klasse A  | 18         | 0          | 0     | 0     | 0              | 0              | 1      | 0      | 19     | 0      |  |
| 2020/21         | KV Mechelen     | Eerste klasse A  | 32         | 0          | 3     | 0     | 0              | 0              | 0      | 0      | 35     | 0      |  |
| 2021/22         | KV Mechelen     | Eerste klasse A  | 27         | 0          | 1     | 0     | 0              | 0              | 0      | 0      | 28     | 0      |  |
| 2022/23         | KV Mechelen     | Eerste klasse A  | 4          | 0          | 2     | 0     | 0              | 0              | 0      | 0      | 6      | 0      |  |
| 2023/24         | Ethnikos Achna  | A Divizion       | 24         | 3          | 1     | 0     | 0              | 0              | 0      | 0      | 25     | 3      |  |
| Carrière totaal | Carrière totaal | Carrière totaal  | 288        | 4          | 29    | 0     | 0              | 0              | 3      | 0      | 320    | 4      |  |
|                 |                 |                  |            |            |       |       |                |                |        |        |        |        |  |

## Incident
In de voorbereiding op het seizoen 2013/14 kwam Bijker negatief in het nieuws vanwege een gewelddadig incident in de persoonlijke sfeer. Hij zou in mei 2012, toen hij nog voor de beloften van SC Cambuur/FC Groningen speelde, twee jonge vrouwen en een voormalig teamgenoot hebben mishandeld. Hij werd uiteindelijk veroordeeld tot een taakstraf van 20 uur, mede omdat de rechter rekening hield met zijn op gang gekomen voetbalcarrière.

## Erelijst
| Competitie               | Aantal     | Jaren      |            |            |
| SC Cambuur               | SC Cambuur | SC Cambuur | SC Cambuur | SC Cambuur |
| ------------------------ | ---------- | ---------- | ---------- | ---------- |
| Nationaal                |            |            |            |            |
| Kampioen Eerste divisie  | 1x         | 2012/2013  |            |            |
| KV Mechelen              |            |            |            |            |
| Nationaal                |            |            |            |            |
| Kampioen Eerste Klasse B | 1x         | 2018/2019  |            |            |
| Beker van België         | 1x         | 2019       |            |            |